# جینکی (دوره)
جینکی (به ژاپنی: 神亀 Jinki) نام عصر ژاپنی بود. این عصر بعد از یورو و قبل از تنپیو قرار داشت و از فوریه ۷۲۴ تا اوت ۷۲۹ به طول انجامید. در طی این عصر امپراتور شومو حکمران ژاپن بود.